# ケキシン
ケキシン(Kexin、EC 3.4.21.61)は、出芽酵母で見られるプロホルモンをプロセシングするプロテアーゼで、細菌のプロテアーゼであるサブチリシンと似た構造を持つ。酵母の遺伝子KEX2によってコードされ、科学界ではKexp2pと呼ばれることが多い。哺乳類で同定されたこのタンパク質の最初のホモログは、フーリンである。この酵素は、以下の化学反応を触媒する。
-Lys-Arg-及び-Arg-Arg-結合を切断し、αファクターフェロモンとキラートキシン前駆体を生成する。